# Bataille d'Uclès (1809)
Guerre d'indépendance espagnole
Batailles
- Uclès
- Yevenes
- Ciudad Real (es)
- Miajadas
- Medellín
- Alcantara
- Talavera
- Arzobispo
- Almonacid
- Baños
- Tamames
- Hostalrich
- Ocaña
- Alba de Tormes
- Cadix
- Valverde

La bataille d'Uclès se déroula le 13 janvier 1809 à Uclès, en Espagne, dans le cadre de la guerre d'indépendance espagnole. Elle opposa le Ier corps d'armée français commandé par le maréchal Claude-Victor Perrin aux forces du général espagnol Francisco Javier Venegas. Les Français triomphèrent facilement de leurs adversaires moins nombreux et capturèrent près de la moitié de l'infanterie espagnole.
À la fin de l'année 1808, Napoléon pénétra en Espagne à la tête d'une puissante armée, dispersa les forces espagnoles et fit son entrée à Madrid. Néanmoins, l'apparition d'un corps expéditionnaire britannique commandé par le général John Moore força l'Empereur à lancer une grande partie de ses troupes à la poursuite des Britanniques dans le nord-ouest de l'Espagne. Profitant de la dispersion des Français, les armées espagnoles s'agitèrent de nouveau. À la fin du mois de décembre 1808, l'armée du Centre, sous les ordres du duc del Infantado, s'avança lentement en direction de Madrid, semant la panique au sein des maigres forces françaises chargées de la défense de la capitale. Le duc del Infantado, prudent, détacha l'un de ses lieutenants, le général Venegas, avec un corps d'avant-garde afin de causer des ennuis aux Français.
Après que Venegas eut remporté un petit succès à Tarancón, Victor regroupa son propre corps d'armée et marcha à sa rencontre à la mi-janvier 1809. Sans instruction ni soutien du duc del Infantado, Venegas choisit imprudemment de se retrancher sur une position forte à Uclès. Victor submergea rapidement les défenseurs espagnols avec une division et poussa un grand nombre d'entre eux dans les bras de sa deuxième division qui avait contourné la position par le flanc. Regroupant les survivants de l'armée de Venegas, le duc del Infantado conduisit les restes de son armée à travers les montagnes, non sans avoir perdu en chemin une grande partie de son artillerie. Rendu responsable de la défaite, il fut relevé de son commandement peu après.

## Contexte de la bataille
À la suite du soulèvement du Dos de Mayo et du désastre de la capitulation de Bailén, les armées françaises stationnées en Espagne furent contraintes de se retirer derrière l'Èbre au nord-est. Ulcéré par la tournure des événements, Napoléon ordonna à 130 000 soldats aguerris de faire route vers l'Espagne. L'Empereur prévoyait d'unir les troupes de renfort avec celles déjà présentes sur place et de conquérir la péninsule Ibérique une bonne fois pour toutes. Pendant ce temps, la population espagnole avait été rendue confiante à l'annonce des premières victoires et pensait que la guerre était bientôt terminée ; hommes politiques et généraux espagnols commencèrent alors à se disputer entre eux. Au 10 octobre 1808, Napoléon disposait de 244 125 soldats regroupés en huit corps d'armée, une réserve de cavalerie, la Garde impériale ainsi que d'autres formations secondaires, le tout prêt à se lancer à la conquête de l'Espagne. Au mois de novembre, les armées françaises attaquèrent avec une supériorité numérique écrasante et balayèrent les défenses espagnoles aux batailles de Burgos, Espinosa, Tudela et Somosierra. Le 1er décembre, Napoléon fit son entrée à Madrid, où il replaça son frère Joseph Bonaparte sur le trône d'Espagne et procéda à des réformes administratives. À ce moment, son intention était d'envoyer des armées pour prendre Séville dans le sud du pays et de reconquérir le Portugal à la première occasion. Toutefois, l'apparition d'un nouvel ennemi sur le théâtre des opérations bouleversa complètement les plans de l'Empereur.
En date du 11 décembre 1808, une armée britannique forte de 22 500 fantassins, 2 500 cavaliers et 66 pièces d'artillerie, sous les ordres du général John Moore, était cantonnée au nord-est de Salamanque. Moore avait écrit à l'un de ses collègues généraux : « si la bulle éclate et que Madrid tombe, nous devrons nous porter immédiatement à son secours ». Peu de temps après, Moore apprit que Napoléon s'était emparé de Madrid et que 200 000 soldats français étaient déployés en Espagne. Le général en chef britannique décida malgré tout d'attaquer le IIe corps du maréchal Jean-de-Dieu Soult, isolé du reste des forces françaises au nord de l'Espagne. De fait, lorsque la cavalerie anglaise mit en déroute les cavaliers de Soult au combat de Sahagún le 21 décembre, ce dernier fut complètement surpris. Napoléon prit néanmoins rapidement conscience de la situation et dirigea 80 000 soldats au nord afin d'anéantir les Britanniques.
Informé du péril qui le menaçait, Moore battit en retraite avec son armée en direction de La Corogne, au nord-ouest du territoire espagnol. L'armée britannique parvint en définitive à se rembarquer, mais Moore fut tué à la bataille de La Corogne le 16 janvier 1809 et 5 000 de ses soldats avaient péri au cours de la retraite de l'hiver. D'un autre côté, les Français avaient échoué à détruire l'armée de Moore et les plans de Napoléon pour la conquête de l'Espagne et du Portugal furent temporairement ajournés. Napoléon quitta l'Espagne le 19 janvier 1809 et ne retourna jamais dans la péninsule. Il arriva le 23 à Paris, alors qu'une nouvelle guerre avec l'Autriche était imminente. Même si 75 000 soldats français avaient déjà péri dans la lutte, l'Empereur espérait que son frère Joseph et ses maréchaux seraient bientôt en mesure d'achever la conquête de la péninsule Ibérique, ce en quoi il se trompait.

## Prélude

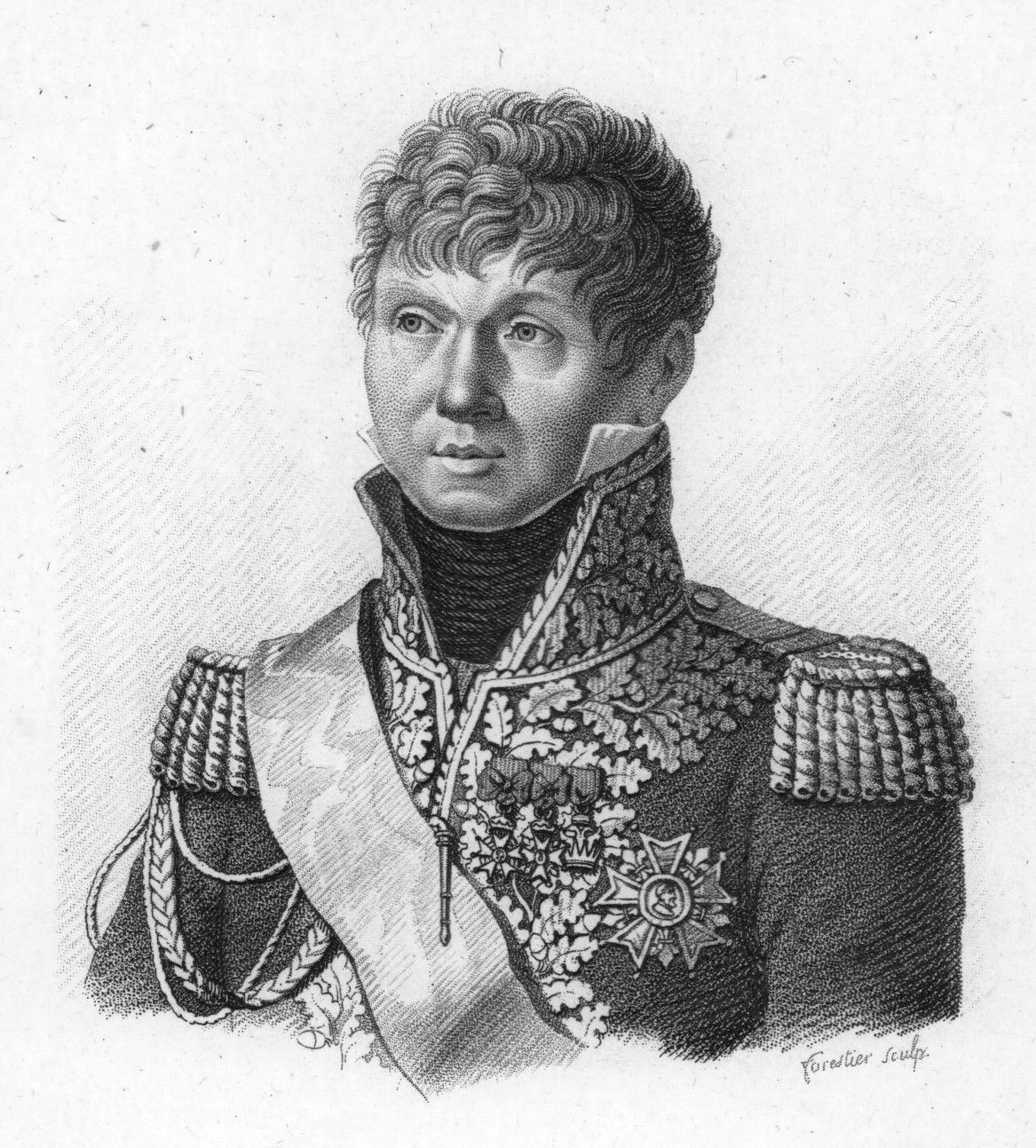
Le maréchal Victor, commandant le Ier corps de l'armée d'Espagne.

Au cours du mois de décembre 1808, le général de division Laurent de Gouvion-Saint-Cyr avait infligé une défaite aux troupes espagnoles du capitaine-général Juan Miguel de Vives y Feliu (en) à la bataille de Molins de Rei, tandis que le maréchal Jean Lannes avait entrepris le second siège de Saragosse. Alors que le gros de l'armée sous les ordres de Napoléon était lancé à la poursuite de Moore, les troupes impériales restées à Madrid étaient trop faibles pour passer à l'offensive. Ces forces se composaient du Ier corps du maréchal Claude-Victor Perrin, du IVe corps du maréchal François Joseph Lefebvre et des divisions de cavalerie des généraux Antoine Charles Louis de Lasalle, Victor de Fay de Latour-Maubourg et Jean-Baptiste Milhaud, pour un total de 28 000 fantassins et 8 000 cavaliers. À cet effectif s'ajoutaient la Garde royale du roi Joseph, formée de quatre bataillons et d'un régiment de cavalerie français ainsi que de deux faibles régiments de déserteurs espagnols.
La cavalerie formait la ligne de défense extérieure. Les villes de Tarancón, Ocaña et Madridejos étaient chacune occupées par une brigade de cavalerie du corps de Latour-Maubourg. À l'ouest, les cavaliers de Milhaud patrouillaient dans le secteur de Talavera de la Reina. Encore plus à l'ouest se trouvaient les hommes de Lasalle en observation devant Almaraz, qui abritait un pont important permettant de franchir le Tage. Le maréchal Victor occupait Aranjuez avec la division du général Eugène-Casimir Villatte pendant que Lefebvre était à Talavera avec les divisions des généraux Horace Sébastiani et Jean-Baptiste Cyrus de Valence. Le 55e régiment d'infanterie de ligne de la division de réserve du général Jean-Joseph Dessolles, absente du théâtre des opérations, était en poste à Guadalajara. En plus de la Garde royale, Madrid était défendue par la division du général François Amable Ruffin, appartenant au Ier corps, et par une division du IVe corps aux ordres du général Jean François Leval.
À la même époque, l'armée espagnole du Centre avait achevé son repli sur Cuenca le 10 décembre. Son nouveau commandant, le général Pedro Alcántara de Toledo y Salm-Salm, duc del Infantado, autorisa ses hommes à se reposer mais fut contraint d'exécuter trois soldats. L'un d'entre eux, un lieutenant, avait refusé de poursuivre la marche et positionné sa batterie pour faire feu sur les troupes qui obéissaient aux ordres. Les débris de la 1re division furent expédiés dans la province de Valence pour y regonfler leurs effectifs, tandis que les 2e, 3e et 4e divisions furent réorganisées en quatre divisions, dont une d'avant-garde et une de réserve. Beaucoup de régiments de ligne aux effectifs réduits virent leur nombre de bataillons passer de trois à un ou deux. Des traînards et des détachements de renforts complétèrent les rangs. Le moral des soldats augmenta après l'arrivée au camp d'une brigade commandée par le général Conde de Alacha Lilli, qui avait échappé aux griffes de l'armée de Napoléon. Ayant appris que l'Empereur était parti au nord du pays, le duc del Infantado décida de lancer une offensive sur Madrid avant même d'avoir achevé la réorganisation de son armée.

## Offensive espagnole
Le 25 décembre 1808, le duc del Infantado donna l'ordre à la division d'avant-garde du général Venegas ainsi qu'à la majeure partie de sa cavalerie de tomber sur Tarancón, ceci en coordination avec le brigadier Senra qui devait en même temps attaquer Aranjuez avec 4 000 hommes. Senra se trouva rapidement en présence de la division Villatte à Aranjuez mais refusa d'attaquer, ce qui lui valut d'être sévèrement critiqué par le duc del Infantado. Pendant ce temps, Venegas parvint à encercler la brigade de dragons du général André Thomas Perreimond à Tarancón. Au dernier moment, les Français prirent conscience du danger et se mirent précipitamment en selle. Déterminé à rompre l'encerclement, Perreimond chargea les troupes espagnoles déployées en arrière de la ville et contraignit ces dernières à former les carrés. Les dragons de Perreimond réussirent à s'extraire du piège en se faufilant entre les carrés, mais 50 à 60 cavaliers furent perdus. En raison de l'intervention tardive de la cavalerie espagnole, les deux régiments de dragons français purent toutefois se replier sans subir davantage de pertes.
Plus à l'ouest encore, le 24 décembre, le maréchal Lefebvre se mit en route pour s'emparer du pont d'Almaraz, conformément à ses instructions. Ses soldats capturèrent sans difficulté l'ouvrage et quatre canons qui en défendaient l'accès, dispersant les défenseurs espagnols. Le maréchal commit alors une grave erreur stratégique. Ne laissant sur le Tage que la cavalerie de Lasalle et deux bataillons, il se rendit au nord-est à Ávila, en dépit des instructions répétées du roi Joseph qui lui demandait de rebrousser chemin. Lorsqu'il arriva à Ávila le 5 janvier, le corps de Lefebvre était très éloigné des lignes de défenses autour de Madrid. Exaspéré par la désobéissance de son subordonné, Napoléon releva Lefebvre de son commandement et le remplaça à la tête du IVe corps par le général Sébastiani.
Avec le IVe corps temporairement exclu du théâtre des opérations, des révoltes qui commençaient à éclater un peu partout et la menace représentée par l'armée espagnole du Centre, Joseph et son conseiller militaire, le maréchal Jean-Baptiste Jourdan, étaient dans une situation délicate. Désormais, seuls les généraux Villatte et Latour-Maubourg, avec 9 000 soldats, s'interposaient entre la capitale et l'armée du duc del Infantado. Néanmoins, au lieu d'exploiter son avantage, ce dernier resta complètement inactif entre le 26 décembre et le 11 janvier, consacrant apparemment son temps à élaborer des schémas stratégiques grandioses tout en laissant son lieutenant Venegas sans instructions précises. Dans le même temps, une division espagnole de 6 000 hommes sous les ordres du marquis del Palacio fit mouvement au nord depuis la Sierra Morena jusqu'à Villaharta afin de soutenir l'armée du Centre.
Profitant des hésitations de leur adversaire, Joseph et Jourdan réagirent avec fermeté face aux insurrections locales. Le 27e régiment d'infanterie légère réprima la rébellion à Chinchón dans un bain de sang : tous les hommes de la ville furent massacrés. De nombreuses exécutions eurent également lieu à Colmenar Viejo. Joseph ordonna par ailleurs à Victor de quitter Aranjuez et de se diriger à l'est vers Arganda del Rey afin de bloquer la route en provenance de Tarancón. Le 8 janvier, la division Dessolles arriva à Madrid, suivie deux jours plus tard par le IVe corps de retour d'Ávila. Ces renforts d'importance permirent de rétablir le dispositif défensif mis en place par Napoléon autour de la capitale. Avec l'appoint de la brigade hollandaise, la division Leval fut envoyée à Talavera pendant que la division Valence reçut l'ordre de se rendre à Tolède. Les divisions de Dessolles et de Sébastiani devinrent pour leur part la nouvelle garnison de Madrid. Quant à Victor, qui avait reçu le renfort de la division Ruffin, il décida que le moment était venu d'attaquer.
Victor se mit en mouvement le 12 janvier avec les divisions Ruffin, Villatte, Latour-Maubourg et la cavalerie légère du Ier corps, soit l'équivalent de 12 000 fantassins et 3 500 cavaliers. Informé de l'approche de l'ennemi, Venegas décida de battre en retraite de Tarancón vers Uclès où il fut rejoint par la brigade Senra. Il demanda également des instructions au duc del Infantado qui ne répondit pas cependant. À la place, le commandant en chef de l'armée du Centre lui envoya trois ou quatre bataillons en guise de renfort et l'informa qu'il était en route, sans préciser toutefois à quelle date il comptait arriver. De son côté, Venegas hésitait à livrer bataille à Victor mais, peut-être en raison de la bonne position défensive qu'il occupait à Uclès, il décida finalement de défendre le terrain avec environ 9 500 fantassins, 1 800 cavaliers et cinq canons, dont un était hors d'usage. À l'exception de quelques régiments vétérans de la bataille de Bailén, la plupart des unités avaient un moral fragile. Selon une autre source, Venegas disposait de 9 500 fantassins, 2 000 cavaliers et 480 artilleurs pour un total de 11 980 hommes.

## Forces en présence
Au 11 janvier 1809, l'armée du duc del Infantado comptait 21 126 hommes et était composée d'une avant-garde sous les ordres du duc d'Albuquerque (3 929 hommes), d'une réserve commandée par le lieutenant-général Manuel la Peña (4 295 hommes), de la 1re division conduite par le lieutenant-général et marquis Antonio Malet de Coupigny (5 121 hommes), de la 2e division du major-général Conde de Orgaz (5 288 hommes) et d'environ 2 800 cavaliers. À cet ensemble s'ajoutaient 383 sapeurs et 386 artilleurs. Le corps de Venegas était un ensemble d'unités hétéroclites issues des cinq grandes formations de l'armée du Centre : l'avant-garde avait ainsi fourni 2 848 hommes, la réserve 1 634, la 1re division 2 804, la 2e division 1 917 et la cavalerie 1 814. Tous les sapeurs, soit 383 hommes, et une centaine d'artilleurs avaient également été affectés aux forces de Venegas.
Les unités composant l'avant-garde étaient le régiment de Murcie (652 hommes), le 1er bataillon du régiment de Cantabrie (315 hommes), le régiment provincial de Jaén (342 hommes), le régiment provincial de Chinchilla (354 hommes), le régiment de volontaires catalans (499 hommes), le régiment de chasseurs de Barbastro (221 hommes) et le régiment de Campo Mayor (465 hommes). La réserve était formée du 1er bataillon du régiment des gardes wallonnes (425 hommes), du 1er bataillon du régiment d'Irlande (377 hommes) et du régiment de grenadiers provinciaux de Cuenca (522 hommes). La 1re division alignait les 1er et 3e bataillons du régiment d'Afrique (771 hommes), les 1er et 3e bataillons du régiment de Burgos (519 hommes), le 3e bataillon du régiment de Séville (106 hommes), le régiment provincial de Cuenca (626 hommes), le régiment de Navas de Tolosa (542 hommes) et le régiment des tirailleurs de Cadix (818 hommes). La 2e division comprenait les 1er, 2e et 3e bataillons du régiment des ordres militaires (848 hommes), le 4e bataillon du régiment de Séville (224 hommes), le régiment provincial de Toro (265 hommes), le régiment de Bailén (472 hommes) et le régiment des volontaires de Carmona (456 hommes). Le contingent de cavalerie rassemblait le régiment de dragons de Castalla (125 hommes) ainsi que les régiments de cavalerie de Bourbon (119 hommes), d'Espagne (342 hommes), de Lusitanie (158 hommes), de Pavie (428 hommes), du Prince (141 hommes), de la Reine (276 hommes), de Santiago (74 hommes) et de Tejas (131 hommes),.
Les effectifs et la composition des unités françaises qui combattirent à Uclès étaient les suivants (à noter que cette liste donne les hommes présents sous les armes et provient d'un état de situation daté du 1er février 1809, soit deux semaines après la bataille). La 1re division du général Ruffin (5 429 hommes) était constituée du 9e léger ainsi que des 24e et 96e de ligne, à trois bataillons chacun. La 3e division du général Villatte (6 376 hommes) était composée du 27e léger et des 63e, 94e et 95e de ligne, là aussi à trois bataillons. Le général de brigade Louis Chrétien Carrière de Beaumont commandait les 1 386 sabres de la cavalerie du Ier corps, c'est-à-dire le 2e régiment de hussards et le 5e régiment de chasseurs à cheval. Le Ier corps disposait en outre de 48 canons servis par 1 523 artilleurs, et commandés par un expert en la matière, le général Alexandre-Antoine Hureau de Sénarmont, ainsi que de 487 cavaliers du régiment de chevau-légers westphaliens. Il y avait au total quatre batteries d'artillerie à pied, deux dans chaque division d'infanterie, et deux batteries d'artillerie à cheval,. La 2e division du général Pierre Belon Lapisse était détachée ailleurs. La 1re division de dragons du général Latour-Maubourg (2 527 hommes) comprenait les 1er, 2e, 4e, 9e, 14e et 26e régiments de dragons, lesquels étaient répartis en trois brigades commandées par les généraux de brigade Perreimond, Ignace-Laurent-Stanislas d'Oullenbourg et Alexandre Elisabeth Michel Digeon,. Une autre source affirme que Victor déployait 16 300 hommes à Uclès, dont 5 000 dans la division Ruffin, 7 000 dans la division Villatte, 2 500 dans la division Latour-Maubourg, 1 300 dans la brigade Beaumont et 500 dans l'artillerie.

## Déroulement de la bataille

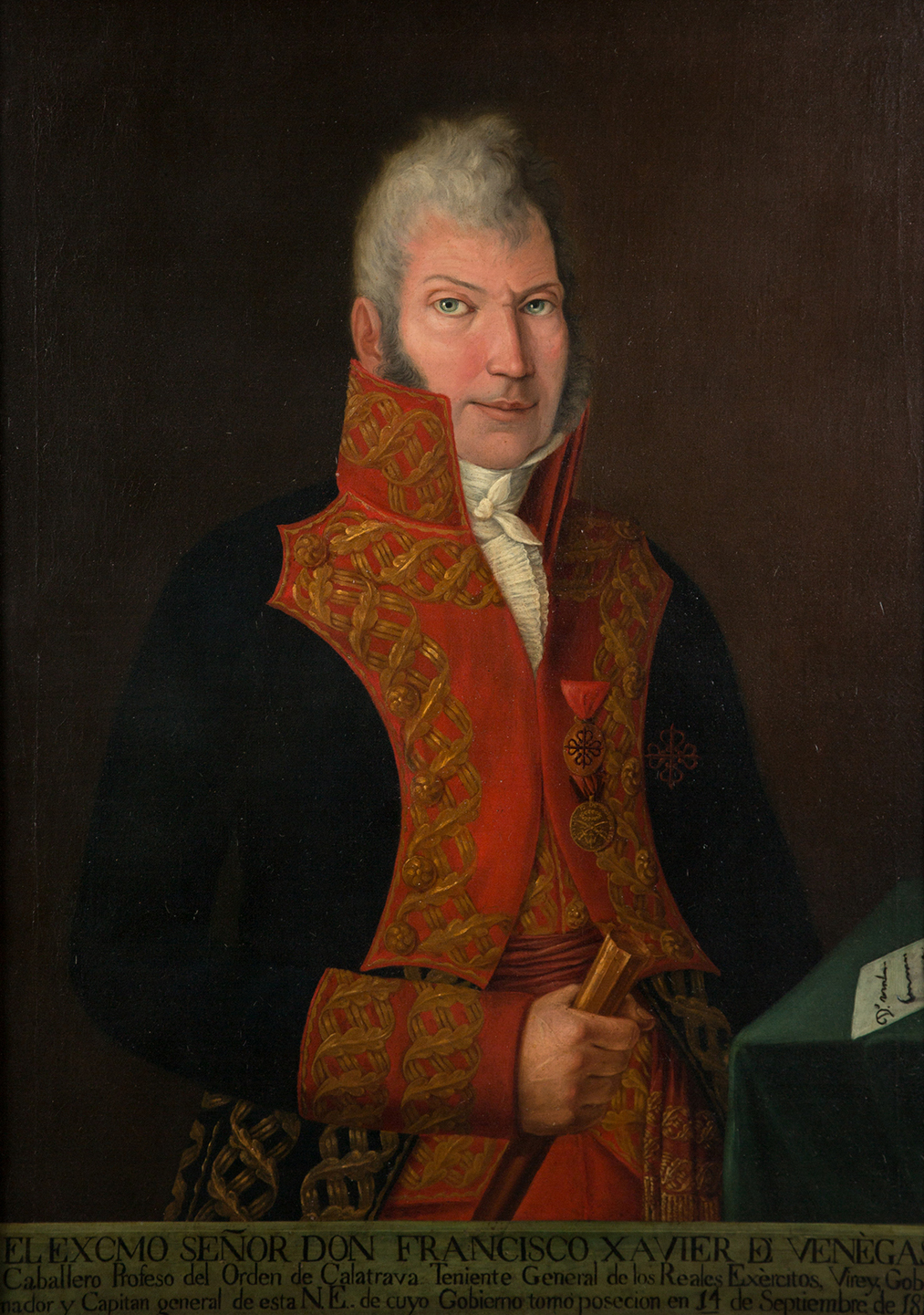
Le général Francisco Javier Venegas, commandant en chef de l'armée espagnole.

Le combat commença au matin du 13 janvier par l'attaque du village de Tribaldos, point avancé du dispositif espagnol. Après avoir quelque peu contenu l'adversaire, le brigadier Ramírez de Arellano s'en retira en bon ordre et avec arrogance vers la ligne de bataille. L'attaque principale fut dirigée contre l'aile gauche espagnole, qui était la partie la plus faible, et en cet endroit elle pouvait être exposée à une charge de cavalerie ennemie. La division Villatte attaqua les corps d'infanterie qui s'y trouvaient et les mis en déroute ; le brigadier Senra accourut à leur aide mais fut incapable de contenir les Français. Les corps d'infanterie du centre furent également dispersés, obligeant Venagas à abandonner Uclès avec un risque important d'être fait prisonnier, et à prendre le chemin de Rozalen, encombré de fugitifs, dans le plus complet désordre. Il n'y avait à cet instant pas d'autre troupe organisée que le bataillon de tirailleurs (240 hommes) qui fermait la marche de la colonne, avec à sa tête le commandant Don Francisco Copons y Navia. Ce bataillon couvrit la retraite des autres corps, changeant fréquemment de position.
La situation des corps d'infanterie de la droite, sous le commandement du brigadier Pedro Agustín Girón, fut encore pire, car au moment de tenter de battre en retraite, ils furent encerclés par la division Ruffin, et bien qu'ils se mirent en formation de colonne compacte pour s'ouvrir un passage, bien peu réussirent et la majeure partie fut faite prisonnière. Dans la cavalerie espagnole, les dragons de Castille, Lusitania et Tejas réussirent à s'échapper. Il n'en fut pas de même pour les régiments de la Reine, du Prince et de Bourbon, qui attaquèrent brillamment les cavaliers français, réussissant même à les désorganiser. Mais ils furent arrêtés par le tir précis de l'artillerie de Sénarmont qui les criblaient de projectiles et presque tous furent tués ou faits prisonniers. Les rares rescapés de ces troupes se retrouvèrent à Carrascosa, à une lieue et demi de là, où ils rencontrèrent le duc del Infantado qui se rendait dans le plus grand calme vers le lieu du combat. L'armée du Centre se retira vers Cuenca, sur le chemin de Valence, perdit son artillerie de 15 canons à Tórtola, entra dans le royaume de Murcie et à partir de Chinchilla changea une fois de plus de direction, le 21 janvier, elle était dans la Sierra Morena, à Santa Cruz de Mudela.

## Pertes et conséquences
Les pertes espagnoles de cette journée furent de 2 000 tués et blessés. Les prisonniers, selon les sources françaises officielles considérées comme notablement exagérés par la partie espagnole, comprenaient 4 généraux, 17 colonels, 16 lieutenants-colonels, 200 officiers et 5 460 soldats. Les Français commirent à Uclès toutes sortes d'excès, traitant les habitants avec sauvagerie.